# Gouveia, Brasilien
Gouveia är en kommun i Brasilien.   Den ligger i delstaten Minas Gerais, i den sydöstra delen av landet, 500 km sydost om huvudstaden Brasília. Antalet invånare är 11 687.
I omgivningarna runt Gouveia växer huvudsakligen savannskog. Runt Gouveia är det glesbefolkat, med 13 invånare per kvadratkilometer.